# 화학적 위험

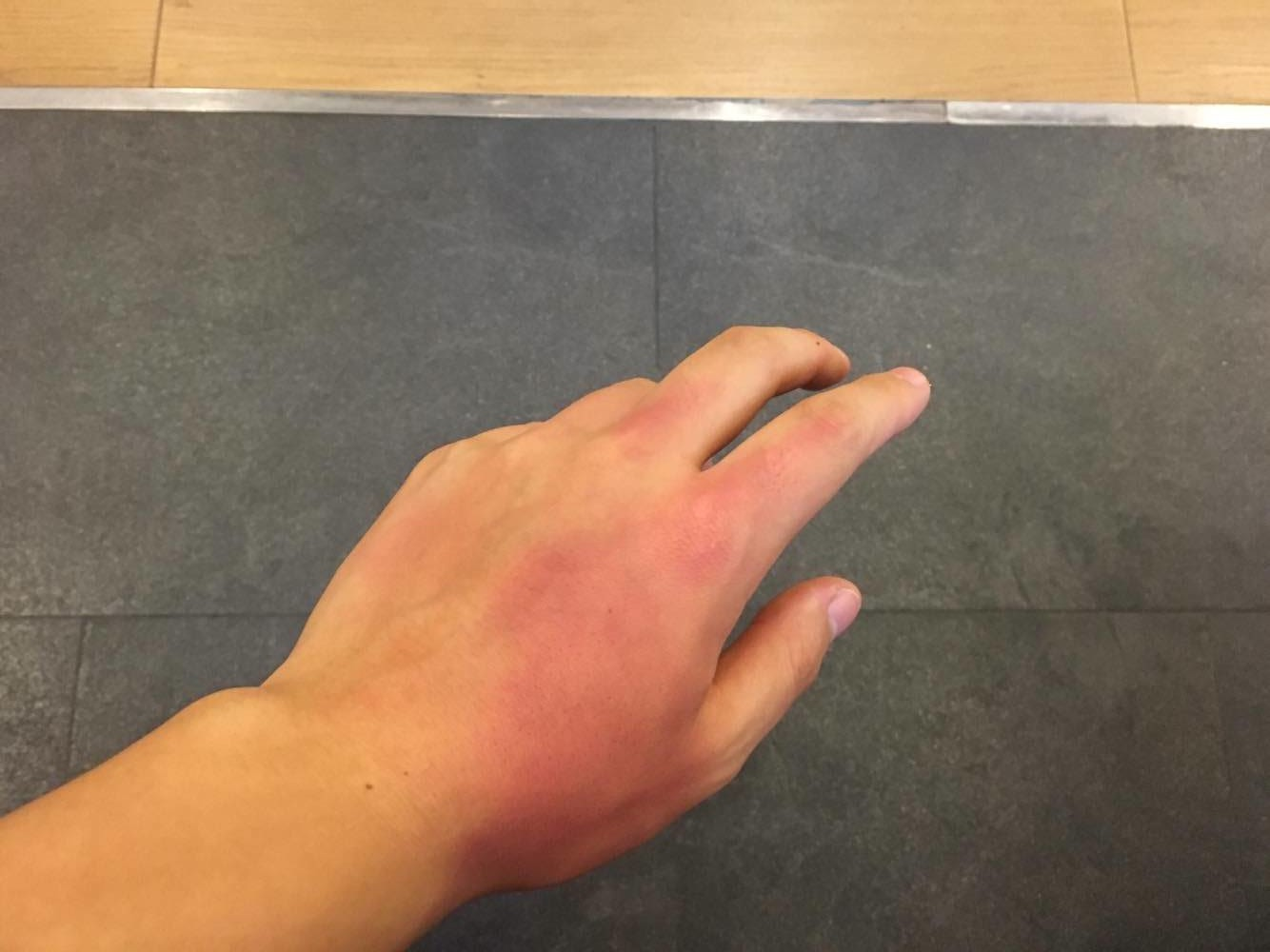
화학적 화상

화학적 위험(化學的危險)은 생명이나 건강에 해를 끼칠 가능성이 있는 (비생물학적) 물질이다. 화학 물질은 가정 및 기타 여러 장소에서 널리 쓰인다. 화학 물질에 노출되면 급성 또는 장기적으로 건강에 해로운 영향을 미칠 수 있다. 신경독, 면역 작용제, 피부과 작용제, 발암 물질, 생식 독소, 전신 독소, 천식 유발 물질, 진폐 작용제 및 과민제를 비롯한 여러 유형의 위험한 화학 물질이 있다. 작업장에서 화학적 위험에 대한 노출은 직업 위험 유형이다. 개인 보호 장비를 쓰면 위험 물질과의 접촉으로 인한 손상 위험을 크게 줄일 수 있다.
이산화 규소, 배기 가스, 담배 연기 및 (특히) 납과 같은 화학적 위험에 장기간 노출되면 심장 질환, 뇌졸중 및 고혈압의 위험이 증가하는 것으로 나타났다.

## 종류
| 위험                  | 예                                                |
| 가연성 및 가연성 액체 | 경유                                              |
| 압축 가스             | 프로페인                                          |
| 폭발                  | TNT                                               |
| 유기 과산화물         | 메틸 에틸 케톤 퍼옥사이드; 폴리에스터 제조에 사용 |
| 반응물                | 과산화 벤조일; 표백제로 사용                      |
| 산화제                | 과망가니즈산 칼륨; 산업용 소독제 및 살균제로 사용 |
| 발화성                | 백린                                              |
| 발암 물질             | 벤젠; 많은 석유화학 공정의 원료                   |
| 생식 독소             | 납, 다이옥신                                      |
| 자극제                | 염산; 식품 제조 및 광석 가공에 사용               |
| 부식제                | 황산; 화학 물질을 제조하는 데 사용                |
| 과민성 물질           | 라텍스; 장갑 제조에 사용                          |
| 간독                  | 트라이클로로에틸렌; 업계에서 널리 사용            |
| 신독                  | 나프록센 (NSAID)                                  |
| 방사성 물질           | 우라늄염, 플루토늄                                |

## 같이 보기
- 공중 위생
- 기계적 위험
- 물리적 위험
- 생물 재해
- 생물봉쇄
- 생물안전도
- 생물학적 제제
- 심리적 위험
- 위험 대책의 계층
- 위험
  - 건강 위험 – 노출된 사람의 건강에 영향을 미칠 수 있는 위험
- 인위적 위험
- 직업 노출 분류
- 직업 위험
- 행성 보호
- 화학물질 안전성